# Tržek (Kolinec)
Tržek je malá vesnice, část městyse Kolinec v okrese Klatovy v Plzeňském kraji. Nachází se asi šest kilometrů západně od Kolince. Tržek je také název katastrálního území o rozloze 1,86 km².

## Historie
První písemná zmínka o vesnici pochází z roku 1395.

## Obyvatelstvo
| Rok            | 1869 | 1880 | 1890 | 1900 | 1910 | 1921 | 1930 | 1950 | 1961 | 1970 | 1980 | 1991 | 2001 | 2011 | 2021 |
| -------------- | ---- | ---- | ---- | ---- | ---- | ---- | ---- | ---- | ---- | ---- | ---- | ---- | ---- | ---- | ---- |
| Počet obyvatel | 106  | 101  | 105  | 105  | 104  | 130  | 103  | 74   | 61   | 52   | 35   | 26   | 28   | 26   | 23   |
| Počet domů     | 14   | 15   | 15   | 16   | 16   | 18   | 18   | 20   | 20   | 17   | 13   | 14   | 16   | 16   | 16   |

## Obecní správa
Při sčítání lidu v letech 1850–1975 Tržek byl osadou obce Podolí v okrese Klatovy. Od 1. ledna 1976 do 31. prosince 1980 byl částí obce Malonice v okrese Klatovy. Od 1. ledna 1981 je částí městyse Kolinec v okrese Klatovy.

## Pamětihodnosti
- Dům čp. 16

## Fotogalerie

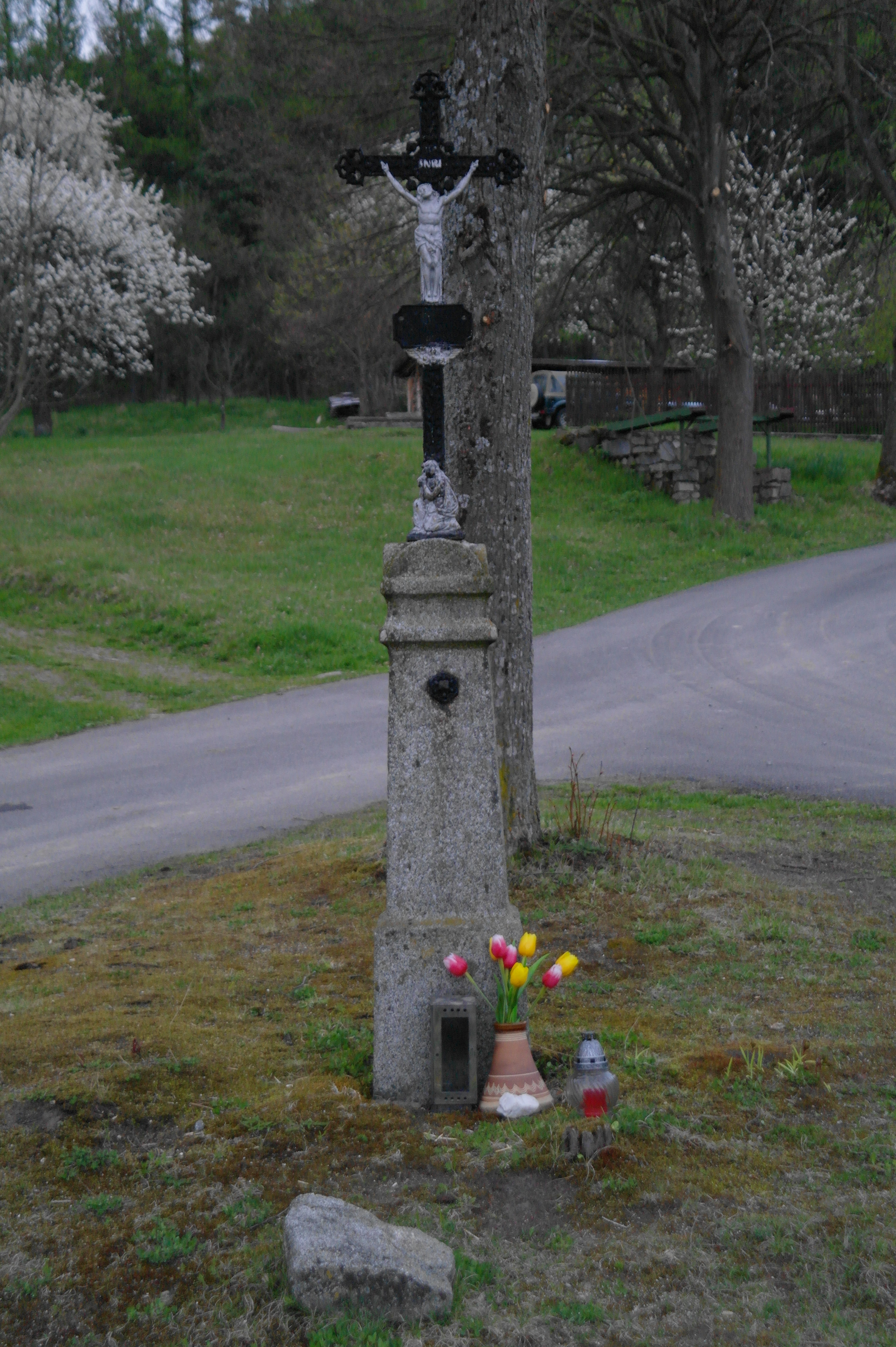
Kříž
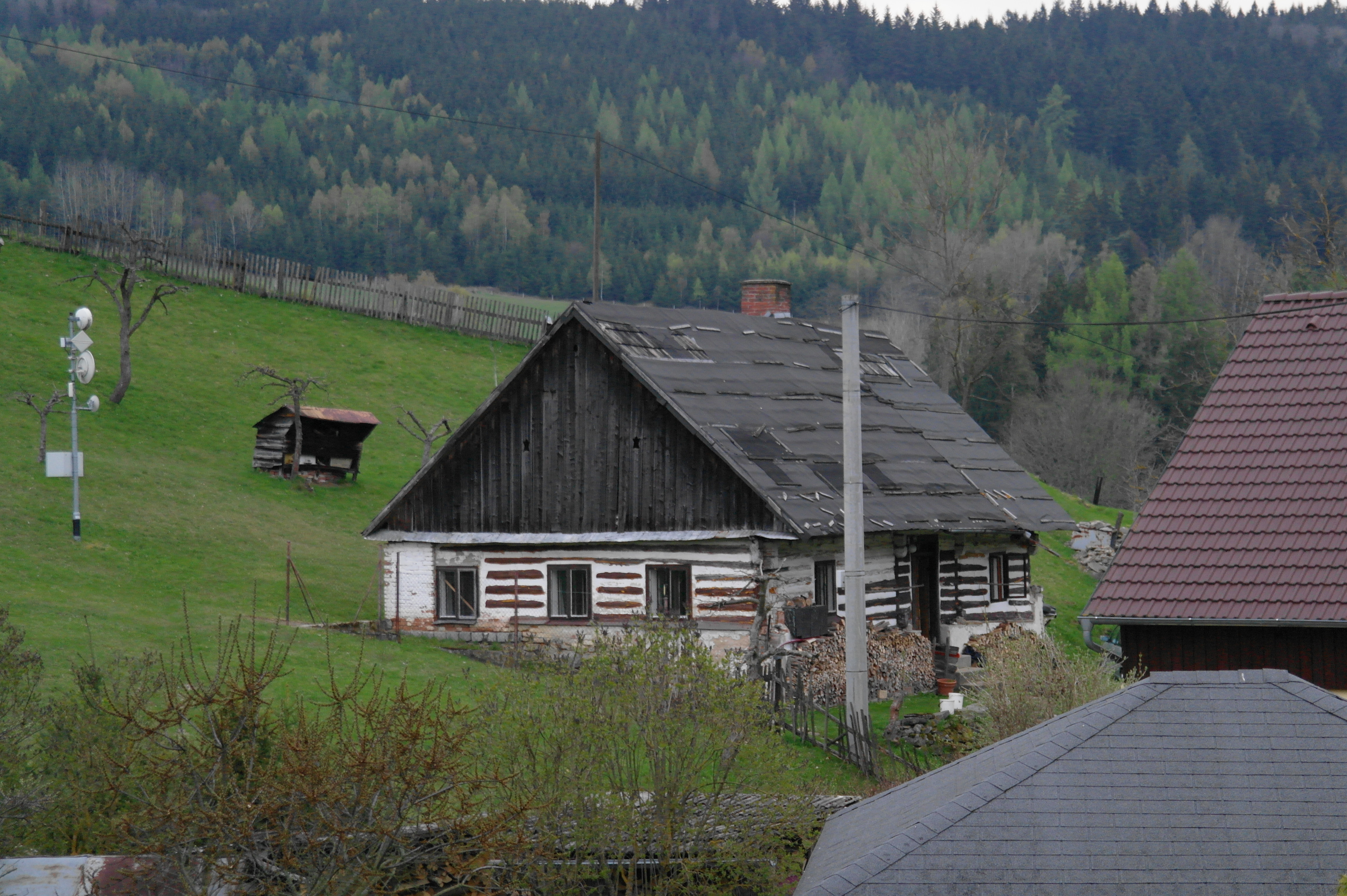
Chalupa
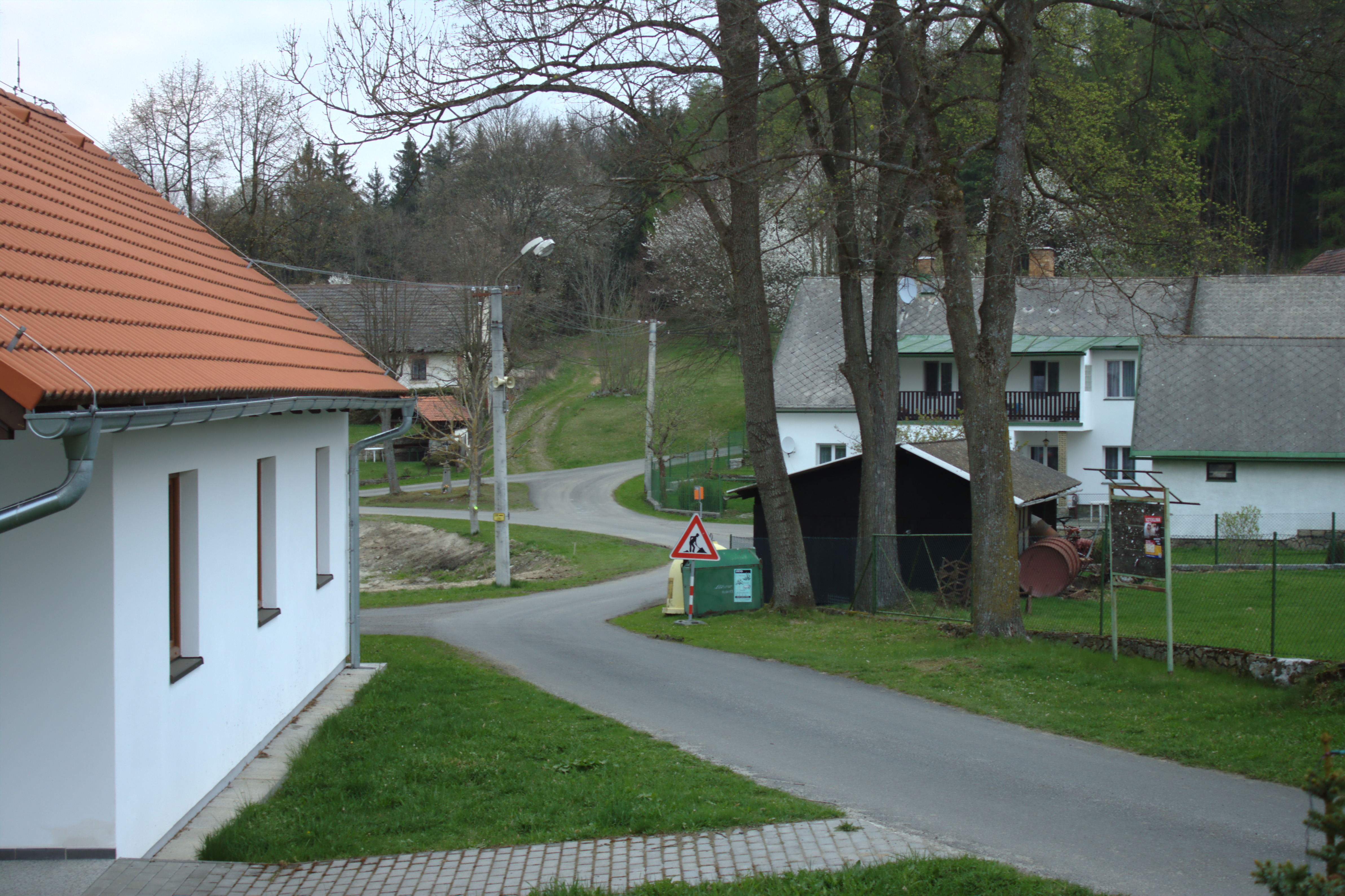
Silnice vedoucí vsí